# Jordsand
Jordsand (nordfriesisch Jorsund) war eine kleine dänische Hallig im Wattenmeer südlich von Rømø und östlich von List auf Sylt. Der Orkan Anatol von 1999 ließ sie in den Fluten der Nordsee versinken; seither bildet sie einen Hochsand.

## Geschichte
Die Insel wurde im Erdbuch König Waldemars 1231 verzeichnet, auf ihr habe ein Hof namens Hjortsand (vgl. dän. hjort „Hirsch“ und sand „Sand“) existiert. In frühgeschichtlicher Zeit war sie vermutlich sowohl mit dem Festland als auch mit dem Gebiet der heutigen Insel Sylt verbunden gewesen. Die mit mehreren Warften besetzte Hallig verlor durch mehrere Sturmfluten kontinuierlich an Größe. Maß sie im Jahr 1807 noch 40,7 Hektar, so schrumpfte sie bis 1841 auf 35 Hektar. 1873 waren es 18,4 Hektar, 1936 7,2 Hektar, 1973 2,3 Hektar. Die Hallig gehörte zur Gemeinde Jerpstedt.
1867 wurde sie als Teil der Provinz Schleswig-Holstein preußisch. Nachdem 1895 eine Sturmflut die letzte Warft überflutet hatte, wurde Jordsand nur noch als Weideland und dann zur Vogelbeobachtung genutzt. Um den Vogelschutz zu fördern, gründete sich 1907 der Verein zur Begründung von Vogelfreistätten an den deutschen Küsten – Jordsand, seit 1966 trägt er den Namen Verein Jordsand.
1910/1911 war Jens Wand Vogelwart auf Jordsand und berichtete von der völligen Zerstörung der Hütte bei einer schweren Sturmflut am 6. November 1911.
Infolge der Volksabstimmung in Schleswig 1920 wurde Jordsand wieder dänisch. Obwohl der Staat seit den 1970er Jahren Küstenschutzmaßnahmen zur Erhaltung der Hallig getroffen hatte, wurden die noch verbliebenen Vegetationsreste im Winter 1998/99 von der See ganz überspült. Seit 2001 ist sie nicht mehr amtlich registriert. Ihre Überreste bilden einen Teil der Sandbank Jordsands Flak.

## Historische Karten

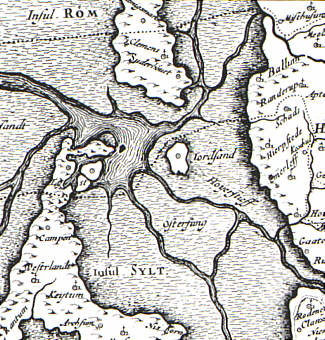
Karte von 1634
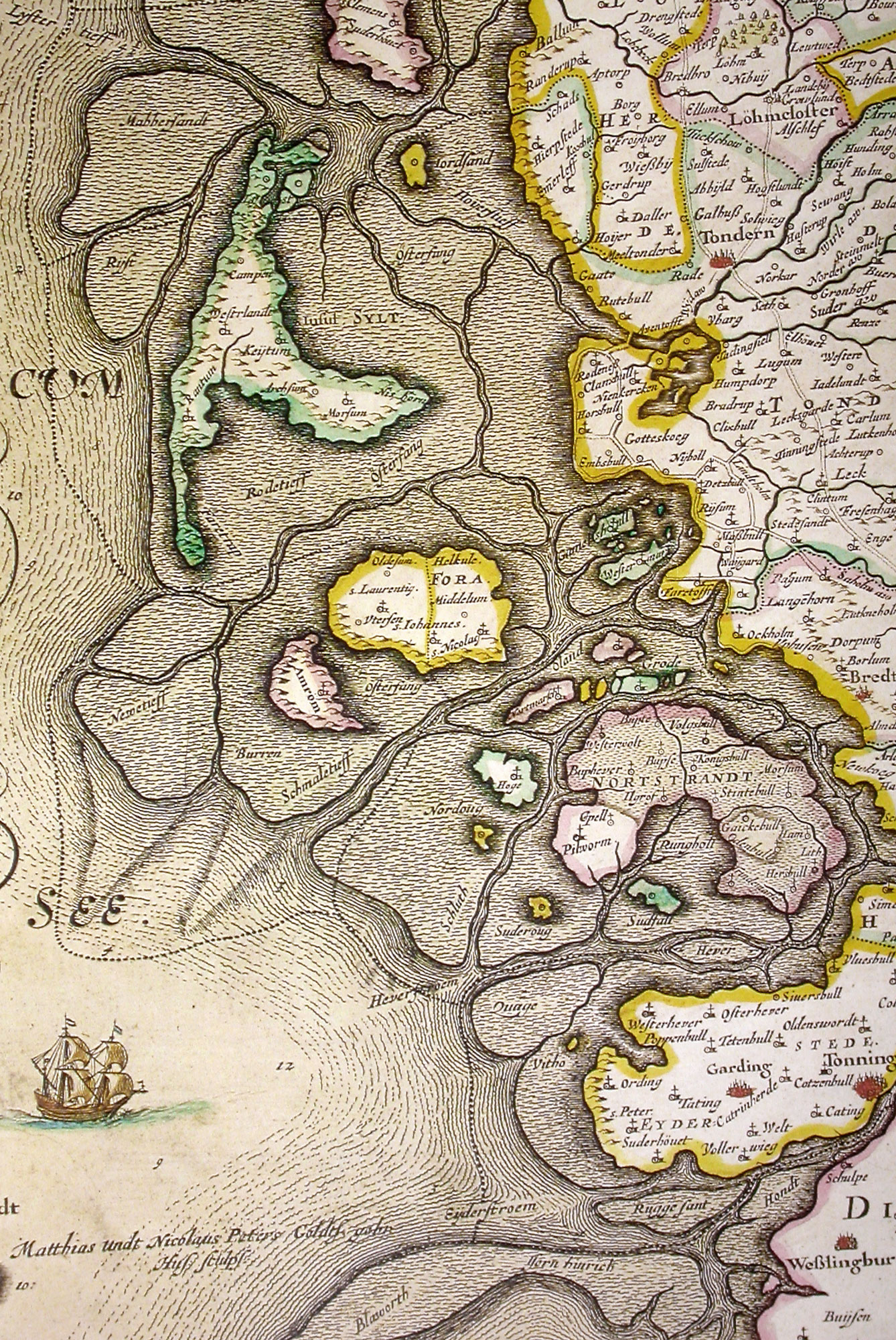
Karte von 1652

## Jordsand in den Medien
- Carola M. Lowitz, Susanna Mewe: Jordsand, Hörserie, Audible 2019